# Irish League Cup 2021-2022
La Irish Football League Cup 2020-2021, denominata BetMcLean League Cup per ragioni di sponsorizzazione, è stata la 35ª edizione della competizione, iniziata il 31 luglio 2021 e terminata il 13 marzo 2022. Il Coleraine era la squadra campione in carica. Il Cliftonville ha conquistato il trofeo per la sesta volta nella sua storia.

## Primo turno
Il sorteggio è stato effettuato il 9 luglio 2021.
| 31 luglio 2021      |       |                    |
| Ballyclare Comrades | 2 – 1 | Queen's University |
| Newry City          | 2 – 1 | Tobermore United   |
| 3 agosto 2021       |       |                    |
| Annagh Utd          | 4 – 1 | Knockbreda         |

## Secondo turno
Il sorteggio è stato effettuato il 13 agosto 2021.
| 14 settembre 2021   |             |                         |
| Annagh Utd          | 2 – 4       | Ballymena Utd           |
| Ballyclare Comrades | 0 – 4       | Linfield                |
| Carrick Rangers     | 2 – 1 (dts) | Dergview                |
| Cliftonville        | 2 – 0       | Harland & Wolff Welders |
| Crusaders           | 5 – 0       | Moyola Park             |
| Dundela             | 0 – 4 (dts) | Ballinamallard Utd      |
| Dungannon Swifts    | 3 – 0       | Armagh City             |
| Glenavon            | 5 – 1       | Portstewart             |
| Glentoran           | 5 – 0       | Banbridge Town          |
| Institute           | 0 – 3       | PSNI                    |
| Loughgall           | 6 – 2       | Lisburn Distillery      |
| Newry City          | 1 – 2 (dts) | Warrenpoint Town        |
| Portadown           | 2 – 0       | Newington Youth         |
| Bangor              | 0 – 5       | Coleraine               |
| Larne               | 0 – 3       | Limavady Utd            |
| 15 settembre 2021   |             |                         |
| Ards                | 4 – 0       | Dollingstown            |

## Terzo turno
Il sorteggio è stato effettuato il 16 settembre 2021.
| 13 ottobre 2021  |                 |                    |
| Carrick Rangers  | 0 – 2           | Coleraine          |
| Crusaders        | 2 – 3 (dts)     | Ballymena Utd      |
| Glenavon         | 2 – 2 (4-5 dtr) | Glentoran          |
| Warrenpoint Town | 1 – 0           | Loughgall          |
| 26 ottobre 2021  |                 |                    |
| Portadown        | 1 – 0           | Ballinamallard Utd |
| Ards             | 1 – 4           | Cliftonville       |
| 2 novembre 2021  |                 |                    |
| Limavady Utd     | 3 – 2           | Dungannon Swifts   |
| Linfield         | 11 – 0          | PSNI               |

## Quarti di finale
Il sorteggio è stato effettuato il 16 ottobre 2021.
| 9 novembre 2021  |             |              |
| Ballymena Utd    | 3 – 1       | Linfield     |
| Coleraine        | 2 – 0       | Glentoran    |
| Portadown        | 1 – 2 (dts) | Cliftonville |
| Warrenpoint Town | 6 – 1       | Limavady Utd |

## Semifinali
Il sorteggio è stato effettuato il 13 novembre 2021.
| 14 dicembre 2021 |       |                  |
| Cliftonville     | 3 – 0 | Ballymena Utd    |
| Coleraine        | 6 – 1 | Warrenpoint Town |

## Finale
| Arbitro: | Andrew Davey |

|                                     |           |                                  |
| Gormley 74’, 107’ O'Neill 90’, 104’ | Marcatori | 58’ Shevlin 63’ Lowry 120’ Allen |